# Ethan Hayter
Ethan Hayter (ur. 18 września 1998 w Londynie) – brytyjski kolarz szosowy i torowy, wicemistrz olimpijski w madisonie (2020) oraz w wyścigu drużynowym na dochodzenie (2024).
Kolarstwo uprawia również jego brat – Leo.

## Osiągnięcia

### Kolarstwo szosowe
Opracowano na podstawie:

2015
- 2. miejsce w Keizer der Juniores

2016
- 1. miejsce w Kuurne-Bruksela-Kuurne juniorów
- 2. miejsce w Guido Reybrouck Classic
- 2. miejsce w Gent-Wevelgem/Grote Prijs A. Noyelle-Ieper
- 2. miejsce w Trofeo Karlsberg

2019
- 1. miejsce w À travers les Hauts-de-France
  - 1. miejsce w klasyfikacji młodzieżowej
  - 1. miejsce na 2. etapie
- 1. miejsce w klasyfikacji punktowej Giro Ciclistico d’Italia
  - 1. miejsce w prologu i na 1. etapie
- 2. miejsce w mistrzostwach Wielkiej Brytanii U23 (jazda indywidualna na czas)
- 1. miejsce na 3. etapie Tour de l’Avenir

2020
- 2. miejsce w Memorial Marco Pantani
- 3. miejsce w Giro di Toscana
- 1. miejsce w Giro dell’Appennino

2021
- 1. miejsce w klasyfikacji młodzieżowej Settimana Internazionale di Coppi e Bartali
  - 1. miejsce na 3. etapie
- 2. miejsce w Volta ao Algarve
  - 1. miejsce na 2. etapie
- 1. miejsce w klasyfikacji punktowej Vuelta a Andalucía
  - 1. miejsce na 2. i 5. etapie
- 1. miejsce w Tour of Norway
  - 1. miejsce na 1. i 2. etapie
- 2. miejsce Tour of Britain
  - 1. miejsce w klasyfikacji punktowej
  - 1. miejsce na 3. (jazda drużynowa na czas) i 5. etapie
- 1. miejsce w mistrzostwach Wielkiej Brytanii (jazda indywidualna na czas)
- 3. miejsce w mistrzostwach Wielkiej Brytanii (start wspólny)

2022
- 1. miejsce w klasyfikacji punktowej Settimana Internazionale di Coppi e Bartali
  - 1. miejsce na 2. etapie
- 1. miejsce w klasyfikacji punktowej Tour de Romandie
  - 1. miejsce w prologu i 2. etapie
- 1. miejsce na 2. etapie Tour of Norway
- 1. miejsce w mistrzostwach Wielkiej Brytanii (jazda indywidualna na czas)
- 1. miejsce w Tour de Pologne

2023
- 1. miejsce na 1. etapie Vuelta al País Vasco
- 1. miejsce w klasyfikacji punktowej Tour de Romandie
  - 1. miejsce na 2. etapie
- 3. miejsce w Tour of Croatia
- 3. miejsce w Tour of Guangxi
  - 1. miejsce w klasyfikacji młodzieżowej

2024
- 1. miejsce w mistrzostwach Wielkiej Brytanii (start wspólny)

### Kolarstwo torowe
Opracowano na podstawie:

2016
- 1. miejsce w mistrzostwach Europy juniorów (wyścig drużynowy na dochodzenie)
- 2. miejsce w mistrzostwach Europy juniorów (omnium)
- 3. miejsce w mistrzostwach świata juniorów (wyścig drużynowy na dochodzenie)

2017
- 1. miejsce w mistrzostwach Europy U23 (wyścig drużynowy na dochodzenie)
- 2. miejsce w mistrzostwach Europy U23 (wyścig punktowy)

2018
- 1. miejsce w mistrzostwach świata (wyścig drużynowy na dochodzenie)
- 2. miejsce w igrzyskach Wspólnoty Narodów (wyścig drużynowy na dochodzenie)
- 3. miejsce w igrzyskach Wspólnoty Narodów (wyścig punktowy)
- 3. miejsce w mistrzostwach Europy (wyścig drużynowy na dochodzenie)
- 1. miejsce w mistrzostwach Europy (omnium)
- 1. miejsce w mistrzostwach Europy U23 (omnium)
- 1. miejsce w mistrzostwach Europy U23 (madison)

2019
- 2. miejsce w mistrzostwach świata (wyścig drużynowy na dochodzenie)
- 3. miejsce w mistrzostwach świata (omnium)
- 3. miejsce w mistrzostwach Europy (wyścig drużynowy na dochodzenie)

2021
- 2. miejsce w letnich igrzyskach olimpijskich (madison)

## Rankingi

### Kolarstwo szosowe
| Rok             | 2017  | 2018 | 2019 | 2020 | 2021 | 2022 | 2023 | 2024 |
| --------------- | ----- | ---- | ---- | ---- | ---- | ---- | ---- | ---- |
| World Ranking   | 2468. | 596. | 400. | 127. | 28.  | 41.  | 157. | 351. |
| UCI Europe Tour | 1615. | 974. | 319. | 105. | 25.  | 34.  | -    | -    |
|                 |       |      |      |      |      |      |      |      |
| Źródło: UCI     |       |      |      |      |      |      |      |      |